# La Crosse-Enzephalitis
Die La Crosse-Enzephalitis (Synonyme: Kalifornische Meningitis, kalifornische Meningoenzephalitis. Acronym LAC) ist eine virusbedingte Enzephalitis, die durch Stechmücken auf den Menschen übertragen wird. Die Erkrankung ist in den Vereinigten Staaten verbreitet.

## Erreger
Das La-Crosse-Enzephalitis-Virus (auch einfach La-Crosse-Virus; Spezies Orthobunyavirus lacrosseense, früher La Crosse orthobunyavirus) wird durch Stechmücken übertragen wird daher nicht-taxonomisch zu den Arboviren klassifiziert. Taxonomisch gehört es zur Familie Peribunyaviridae in der Ordnung der Bunyaviren. Es wurde früher als eine Unterart des nahe verwandten California encephalitis virus (Spezies Orthobunyavirus encephalitidis, früher California encephalitis orthobunyavirus) angesehen, wird aber nach ICTV (International Committee on Taxonomy of Viruses) inzwischen einer eigenen Spezies zugeordnet. 
Gemäß National Center for Biotechnology Information (NCBI) sind folgende Subtypen bekannt (Stand 24. April 2020):
- La Crosse virus L74
- La Crosse virus L78

## Vorkommen und Übertragung
Das Virus wird durch Stechmücken während einer Blutmahlzeit aufgenommen, Reservoir sind kleine Säugetiere. Die so aufgenommenen Viren können von der Stechmücke beim nächsten Stich auf den Menschen übertragen werden.
Das Verbreitungsgebiet liegt hauptsächlich in Indiana, Wisconsin und Ohio, die meisten Erkrankungen kommen während der Mückensaison von Juli bis September vor.
Das Virus wurde erstmals 1943 in Kern County, Kalifornien, aus Stechmücken isoliert. Häufig erkranken männliche Jugendliche und Kinder zwischen dem vierten und vierzehnten Lebensjahr. Pro Jahr werden ungefähr 70 La Crosse-Enzephalitis-Fälle in den USA gezählt.

## Klinik
Kopf- und Gliederschmerzen, allgemeines Krankheitsgefühl, Übelkeit, Fieber, meningeale Reizsymptome. Die Symptome klingen über ca. 1 Woche langsam ab. Bei der Hälfte der Erkrankten entwickelt sich jedoch ein komplikationsreicher Verlauf: Epileptische Anfälle und Lähmungserscheinungen treten auf, besonders die Anfälle sind häufig. Die Symptome bessern sich meist in wenigen Tagen. Es kann zu Spätschäden kommen (wiederkehrende Anfälle bzw. Epilepsie, Persönlichkeitsveränderungen, EEG-Veränderungen).

## Therapie
Eine spezifische Therapie oder eine Impfung gibt es nicht. Für Reisende in Endemiegebiete empfiehlt sich daher als Vorbeugung ein Schutz vor Mückenstichen Tag und Nacht: Repellentien, Moskitonetze, helle, lange, geschlossene Kleidung.